# Jan Maria Bernardoni
Jan Maria Bernardoni, wł. Giovanni Maria Bernardoni (ur. ok. 1541 w Cagno, zm. 19 października 1605 w Krakowie) – włoski architekt, przedstawiciel wczesnego baroku, jezuita.

## Życiorys
Od ok. 1582 działał w Polsce, gdzie przy budowie kościołów jezuickich w Nieświeżu i Kaliszu jako pierwszy powtórzył schemat fasady kościoła Najświętszego Imienia Jezus w Rzymie, upowszechniony później w całej Europie.

## Ważniejsze realizacje
- kościół Bożego Ciała w Nieświeżu (1584–1593)
- kościół św. Wojciecha i św. Stanisława Biskupa w Kaliszu (1592–1597)
- kościół Świętych Apostołów Piotra i Pawła w Krakowie (1597–1619)
- kościół Matki Boskiej Anielskiej w Kalwarii Zebrzydowskiej (1603–1609)

## Galeria

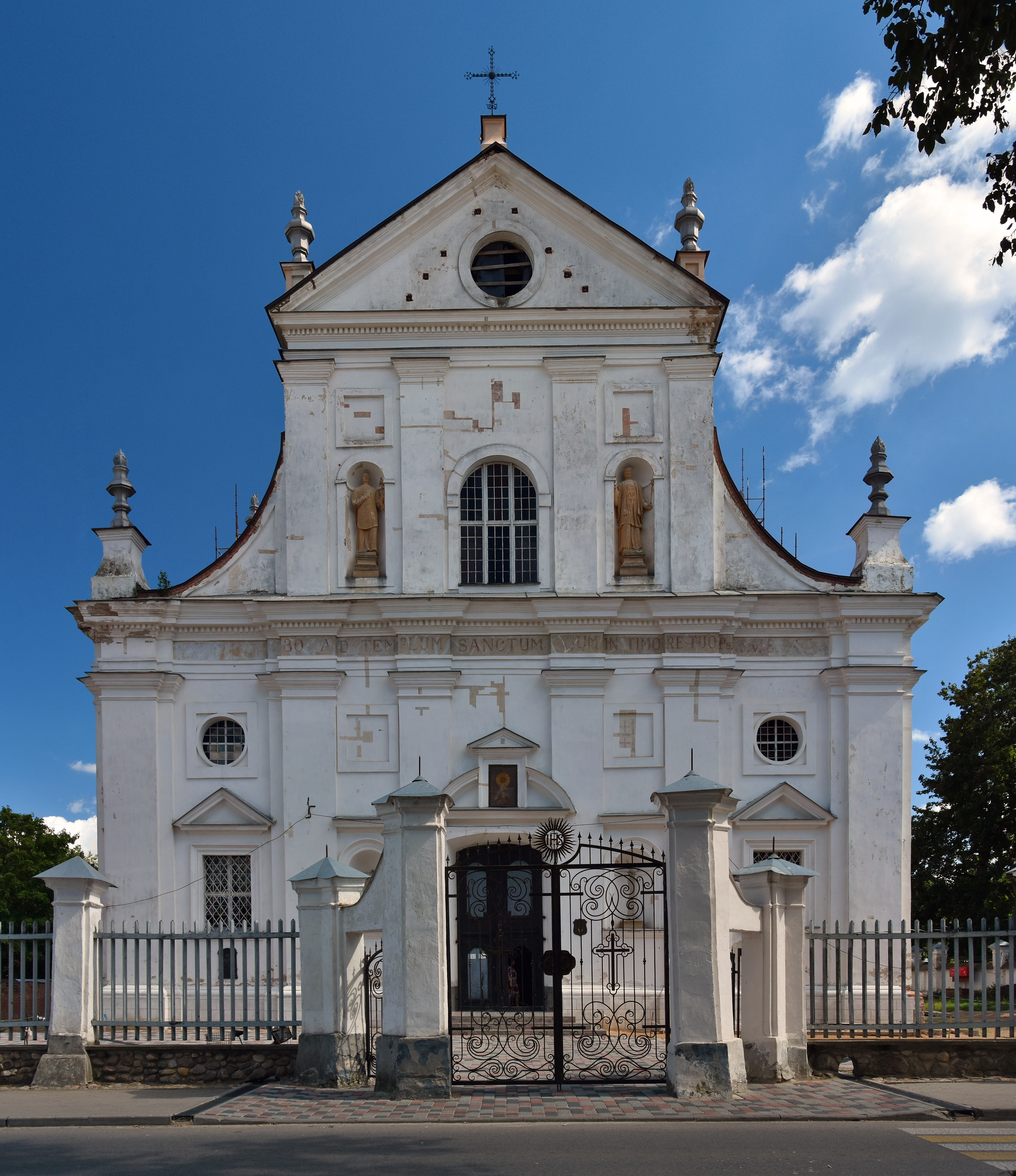
Kościół Bożego Ciała w Nieświerzu
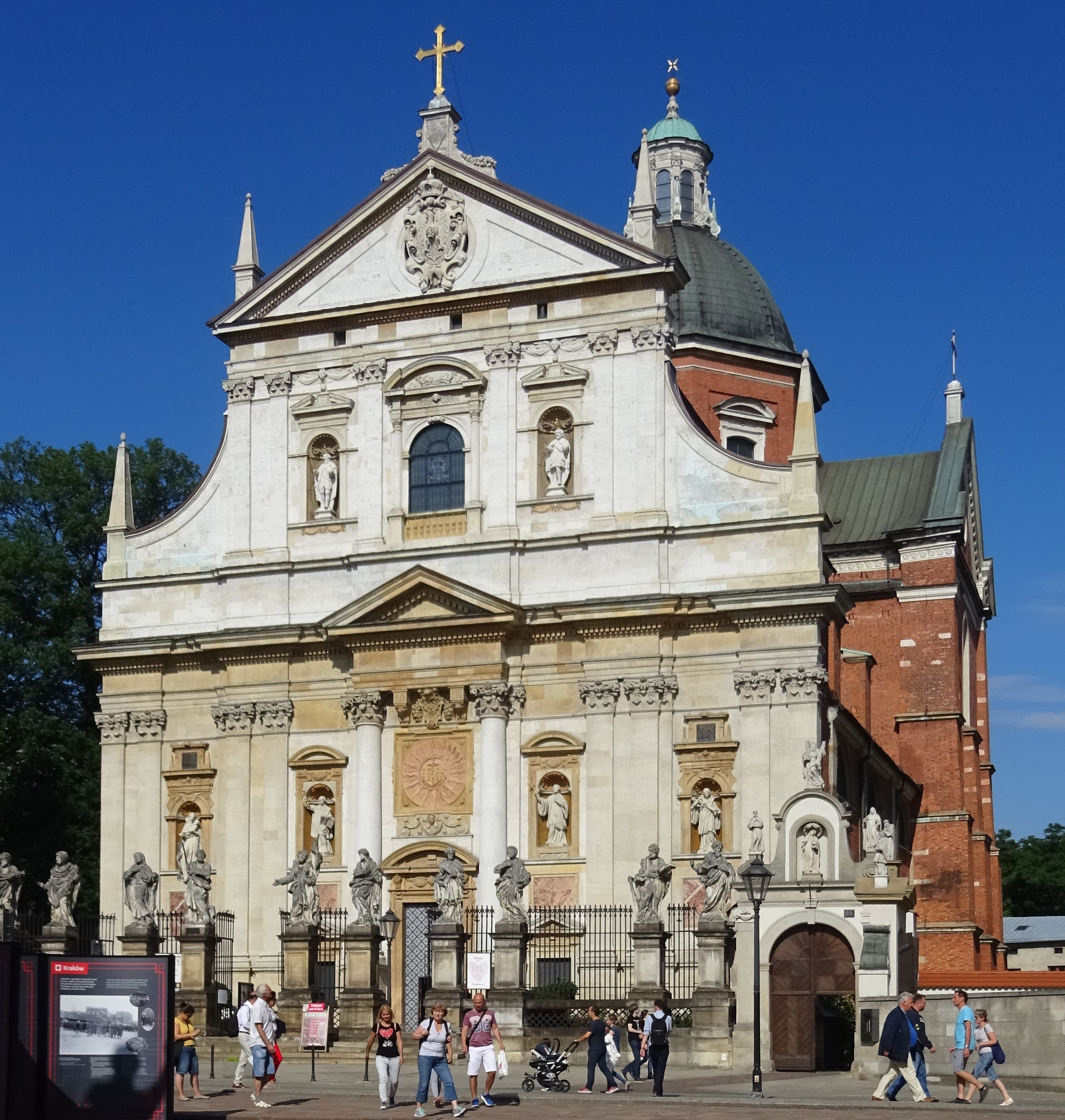
Kościół śś. Piotra i Pawła w Krakowie
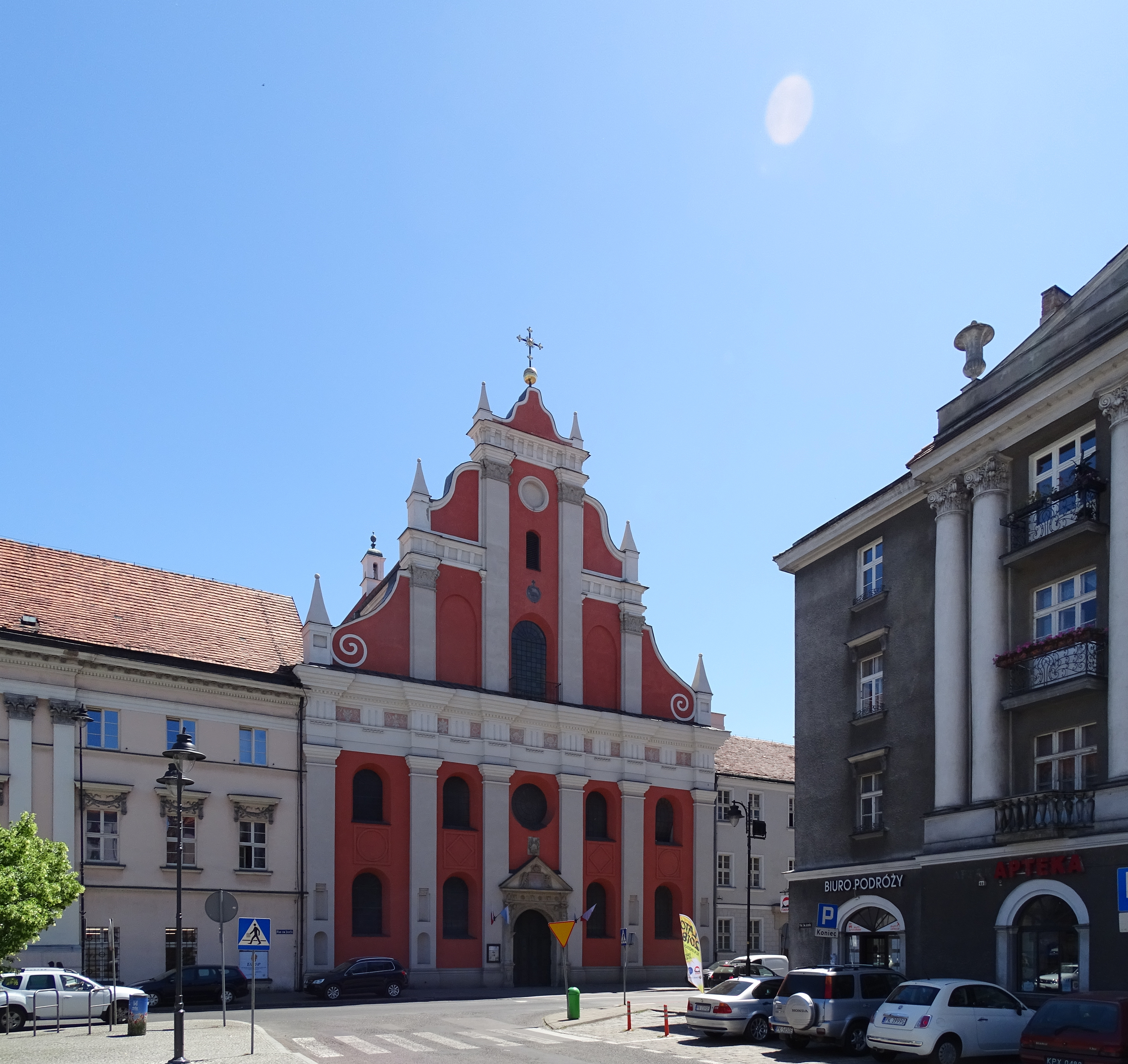
Kościół św. Wojciecha w Kaliszu
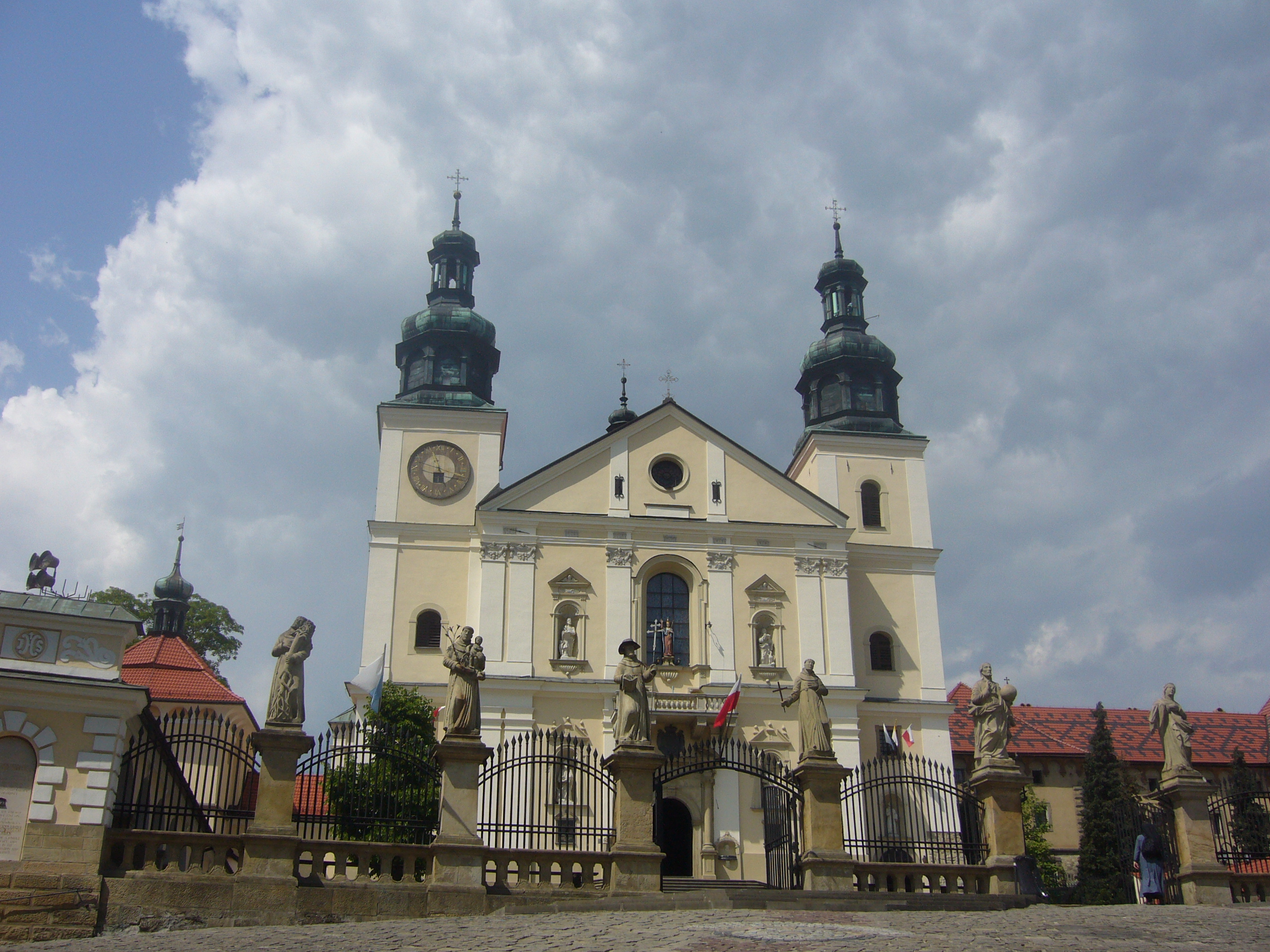
Kościół Matki Boskiej Anielskiej w Kalwarii Zebrzydowskiej